# شيلديبيرت الأول
شيلديبيرت الأول (496 – 23 ديسمبر/كانون الأول 558) ملك إفرنجي من سلالة ميروفنجيون، وهو ثالث أبناء كلوفيس الأول الأربعة. حكم الفرنجة في أورليان بعد وفاة والده، من 524 حتى وفاته في 23 كانون الأول 558.